# Ферма Мадлен
Фе́рма Мадле́н (Ferme de la Madeleine) — средневековое здание старинной, ныне не действующая фермы, расположенное в Верхнем городе Провена (департамент Сена и Марна, Франция). Находится внутри городских крепостных стен и в непосредственной близости от них, между улицами Мадлен (т. е. св. Марии Магдалины, Rue de la Madeleine), Жуи (Rue de Jouy) и Вьё-Менаж (Rue du Vieux-Minage).
В настоящее время постройка служит жилым зданием, находится в частной собственности.
11 мая 1932 года угловая башня и два сводчатых зала были включены в реестр исторических памятников Франции.